# Tô Hoài
Tô Hoài (* 27. September 1920 in Hanoi als Nguyen Sen; † 6. Juli 2014 ebenda) war ein vietnamesischer Journalist und Schriftsteller. Er zählte zu den populären Literaten im kommunistischen Vietnam des 20. Jahrhunderts.

## Leben
Tô Hoài wurde 1920 in Hanoi geboren. Er wurde während des Zweiten Weltkriegs mit der Veröffentlichung seiner teils fiktionalisierten Autobiographie Fremdes Land (Que Nguoi) innerhalb der Literaturszene des Landes bekannt.
Im Zuge der Augustrevolution 1945 schloss er sich der Kommunistischen Partei Indochinas an und arbeitete während des Indochinakriegs als Kader für Kulturarbeit für die Việt Minh. Während dieser Tätigkeit veröffentlichte er Artikel im zentralen Organ der Partei Cuu Quoc. Ebenso veröffentlichte er 1946 den Roman Geschichte aus dem Nordwesten (Truyen Tay Bac), in dem er seine Erlebnisse bei der Kaderarbeit beim Volk der Tai verarbeitete.
Ein weiterer teilautobiographischer Roman mit dem Titel Drei Andere (Ba Nguoi Khac) kritisierte die Fehler und Grausamkeiten des Regimes während der Landreformen in den 1950er-Jahren. Das Werk konnte erst mit 14-jähriger Verspätung 2006 veröffentlicht werden.
Tô Hoài erhielt 1996 den Ho-Chi-Minh-Preis für Literatur.